# Saint-Pierre-de-Fursac
Saint-Pierre-de-Fursac ist eine Ortschaft und eine Commune déléguée in der französischen Gemeinde Fursac mit 748 Einwohnern (Stand: 1. Januar 2018) im Département Creuse in der Region Nouvelle-Aquitaine. 
Die Gemeinde Saint-Pierre-de-Fursac wurde am 1. Januar 2017 mit Saint-Étienne-de-Fursac zur neuen Gemeinde Fursac zusammengeschlossen und ist seither eine Commune déléguée. Sie gehörte zum Arrondissement Guéret und zum Kanton Le Grand-Bourg. 
Die Gemeinde grenzte im Norden an La Souterraine, im Nordosten an Saint-Priest-la-Feuille, im Südosten an Saint-Étienne-de-Fursac, im Südwesten an Folles, im Westen an Fromental und im Nordwesten an Saint-Maurice-la-Souterraine. Die Ortschaft liegt auf 340 Meter über Meereshöhe und wird von der Gartempe tangiert. Die Bewohner nennen sich Fursacois.
Beim Ort liegt der Dolmen von Chiroux (Creuse).

## Das Flüchtlingskinderheim der O.S.E.
Im Château de Chabannes im Ortsteil Chabannes befand sich zwischen November 1939 und Januar 1944 ein Kinderheim der jüdischen Hilfsorganisation Œuvre de secours aux enfants (O.S.E.), in dem 284 Kinder eine Zuflucht fanden. Leiter des Heims war der Journalist und Musiker Félix Chevrier, der später als Gerechter unter den Völkern geehrt wurde. Nach der Schließung des Heims wurden die Kinder von dem von Georges Garel aufgebauten geheimen Netzwerk betreut, dessen Ziel es war, Kinder mit falschen Papieren zu versorgen, um sie entweder in Frankreich verstecken oder ins Ausland schmuggeln zu können. Das Château de Chabannes wurde nach dem Auszug der Kinder vom französischen Widerstand genutzt. 

## Bevölkerungsentwicklung

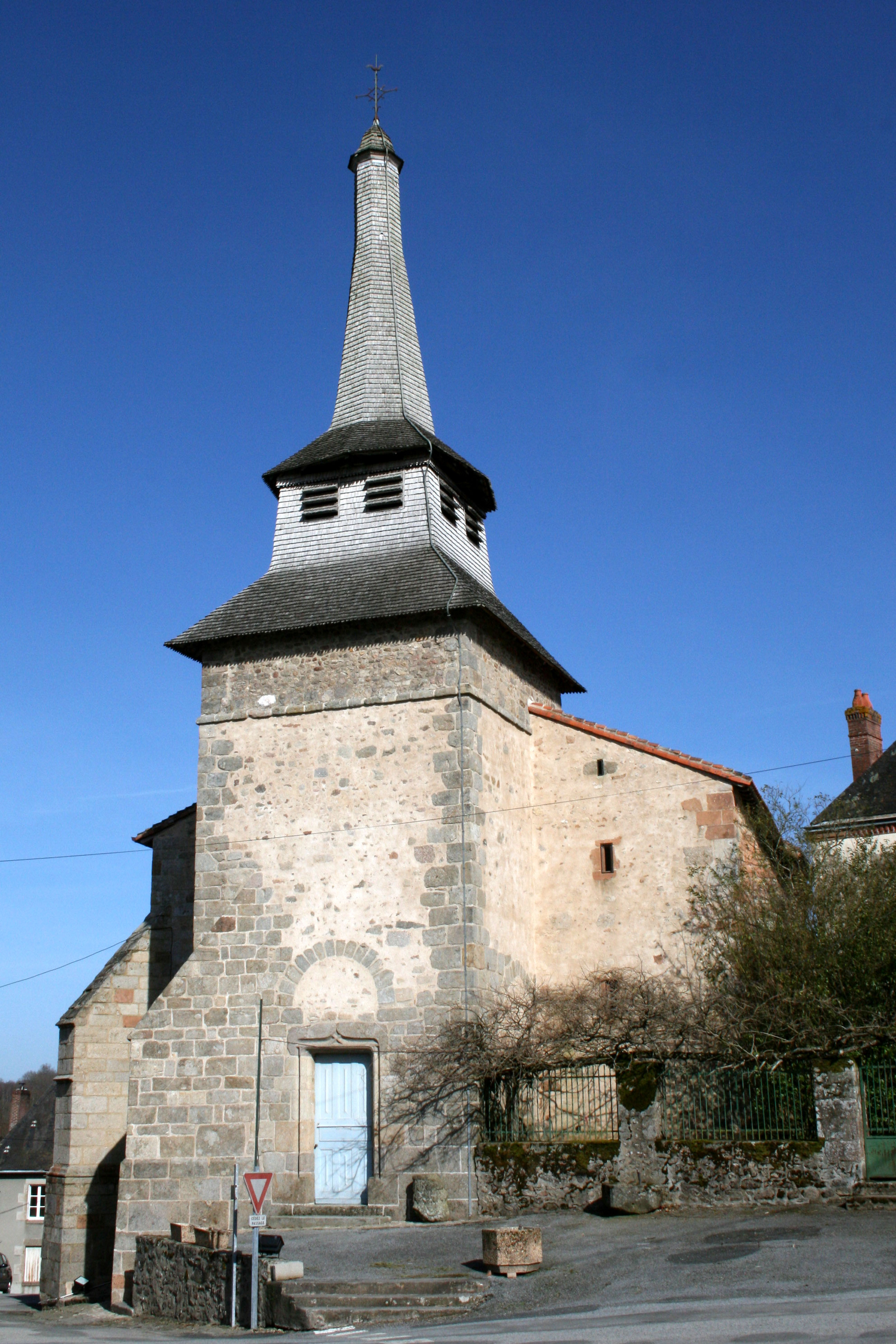
Kirche Saint-Pierre, ein Monument historique

| Jahr      | 1962 | 1968 | 1975 | 1982 | 1990 | 1999 | 2008 | 2018 |
| --------- | ---- | ---- | ---- | ---- | ---- | ---- | ---- | ---- |
| Einwohner | 1058 | 1019 | 872  | 817  | 805  | 787  | 813  | 748  |